# Ter-Butilossicarbonile

Gruppo protettivo ter-butilossicarbonile (BOC)

Il gruppo ter-butilossicarbonil, meglio noto come BOC, è un gruppo protettivo delle ammine utilizzato in sintesi organica.
Il gruppo BOC può essere aggiunto alla ammina in ambiente acquoso con di-ter-butil dicarbonato in presenza di una base quale bicarbonato di sodio. La protezione dell'ammina può anche essere eseguita in acetonitrile usando la 4-dimetilamminopiridina (DMAP) come base.
La rimozione (cleavage) può essere effettuata usando acido trifluoroacetico (TFA) puro o sciolto in diclorometano, oppure con HCl in metanolo. Una complicazione deriva dalla tendenza del catione ter-butilico intermedio ad alchilarsi in presenza di nucleofili, per cui si aggiungono scavengers come l'anisolo od il tioanisolo. La rimozione selettiva in presenza di altri gruppi protettivi acido labili viene effettuata utilizzando un acido di Lewis come l'AlCl3.
Talvolta per la rimozione si utilizza una soluzione di TMSI in metanolo, utile essendo un metodo molto blando rispetto alle alternative. Il meccanismo vede la sililazione dell'ossigeno carbonilico e l'eliminazione del ter-butil ioduro (1), metanolisi del silil estere ad acido carbammico (2) e infine decarbossilazione a liberare l'ammina (3).
1. {\displaystyle {\ce {R2NCOtBu + Me3SiI -> R2NCO2SiMe3 + tBuI}}}
2. {\displaystyle {\ce {R2NCO2SiMe3 + MeOH -> R2NCO2H + MeOSiMe3}}}
3. {\displaystyle {\ce {R2NCO2H -> R2NH + CO2}}}

## Protezione delle ammine

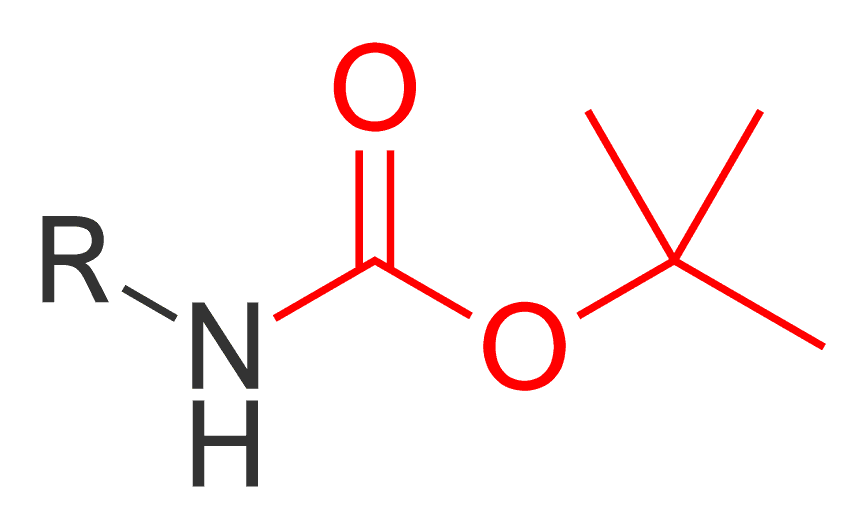
UN gruppo amminico BOC-protetto

Questo elenco riassume i principali metodi di introduzione e rimozione

### Metodi di protezione
- Riscaldamento di una miscela di ammina e di-ter-butil dicarbonato (Boc2O) in tetraidrofurano (THF) a 40 °C[10]
- Aggiunta della ammina ad una soluzione acquosa di NaOH e di-ter-butil dicarbonato a R.T.[11]
- Aggiunta della ammina ad una soluzione di acetonitrile contenente il DMAP ed il di-ter-butil dicarbonato a R.T.[12]

### Metodi di deprotezione
- Si unisce al carbammato da deproteggere una soluzione 3 M di acido cloridrico (HCl) in acetato d'etile a R.T. per 30 min[13]
- Si scalda il carbammato in una miscela aquosa di acido cloridrico e toluene a 65 °C[14]
- Trattamento con TMSI in metanolo